# Lijst van schilderijen in het Rijksmuseum Amsterdam/Oa-Om
Lijst van schilderijen in het Rijksmuseum Amsterdam met werken van schilders van wie de achternaam begint met de letters Oa t/m Om. Vermeldingen in het grijs geven aan dat het werk geen deel meer uitmaakt van de collectie van het Rijksmuseum, bijvoorbeeld omdat het in bruikleen gegeven is aan een andere instelling of omdat het teruggegeven is aan de bruikleengever.
| Inventarisnummer | Toeschrijving                          | Titel                                                                                         | Datering      | Afbeelding |
| ---------------- | -------------------------------------- | --------------------------------------------------------------------------------------------- | ------------- | ---------- |
| SK-C-196         | Anthony Oberman                        | Twee ruiters in een landschap                                                                 | 1817          |            |
| SK-A-4890        | Anthony Oberman                        | De schilder in zijn atelier                                                                   | 1820          |            |
| SK-C-197         | Anthony Oberman                        | De harddraver De Vlugge van Adriaan van der Hoop in de wei                                    | 1828          |            |
| SK-C-198         | Anthony Oberman                        | De harddraver De Rot van Adriaan van der Hoop bij het koetshuis                               | 1828          |            |
| SK-C-1749        | Anthony Oberman                        | Bloemstilleven met noten                                                                      | Ca. 1830      |            |
| SK-C-1750        | Anthony Oberman                        | Fruitstilleven in een terracotta schaal                                                       | Ca. 1830      |            |
| SK-A-2114        | Jacob Ochtervelt                       | De speellieden                                                                                | Ca. 1660-1682 |            |
| SK-C-390         | Jacob Ochtervelt                       | Regenten van de Leprozenhuis in Amsterdam                                                     | 1674          |            |
| SK-A-1279        | Willem van Odekerken                   | De ketelschuurster                                                                            | 1631-1677     |            |
| SK-A-3334        | Toegeschreven aan Willem van Odekerken | De dienstmaagd                                                                                | 1631-1677     |            |
| SK-A-1093        | Joseph Denis Odevaere                  | De laatste verdedigers van Missolonghi, 22 april 1826: episode uit de Griekse vrijheidsoorlog | 1826          |            |
| SK-A-4896        | Joseph Denis Odevaere                  | De Unie van Utrecht                                                                           | 1815-1830     |            |
| SK-C-1325        | Pieter Oets                            | Portret van Laurens Pieter van de Spiegel                                                     | Ca. 1780      |            |
| SK-A-295         | Hendrick ten Oever                     | Familiegroep op het terras van een buitenverblijf                                             | 1669          |            |
| SK-A-2370        | Hendrick ten Oever                     | Stilleven van jachttuig en vogels                                                             | 1670          |            |
| SK-A-2697        | Hendrick ten Oever                     | Portret van Barend Hakvoort                                                                   | 1686          |            |
| SK-A-4548        | Johannes Oliphant                      | Portret van Johannes Thedens                                                                  | 1742          |            |
| SK-A-296         | Jan Olis                               | Keukeninterieur                                                                               | 1645          |            |
| SK-A-1094        | Balthasar-Paul Ommeganck               | Landschap met schapen en een hooiwagen                                                        | 1822-1824     |            |